# Окдейл (Калифорния)
Окдейл (англ. Oakdale) — город в округе Станисло в штате Калифорния в Соединённых Штатах Америки.
Согласно данным переписи населения США, проведённой в 2020 году, число жителей города составляло 23 181 человек, что, для такого небольшого населённого пункта, существенно больше (+ 12,1%), чем было во время предыдущей переписи прошедшей в 2010 году (20 675 человек).

## География

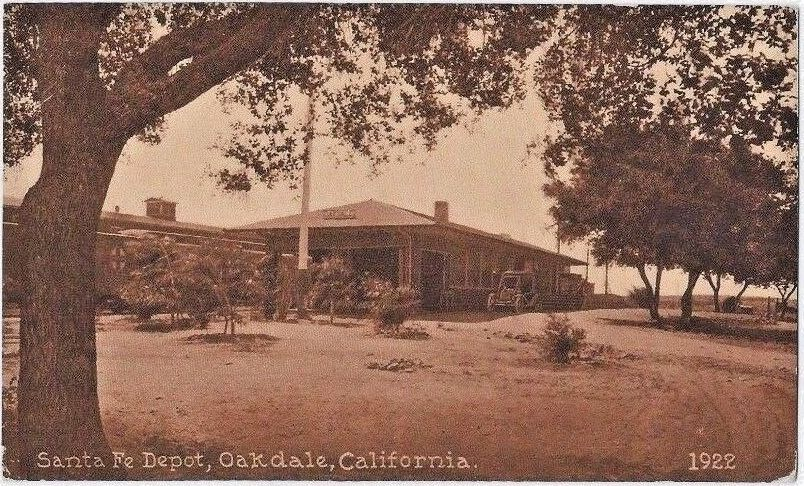
Окдейл в 1922 году

Город расположен на берегу реки Станислаус-Ривер в восточно-центральной части долины Сан-Хоакин, рядом с предгорьями Сьерра-Невады.
Согласно данным представленным Бюро переписи населения США, общая площадь города составляет 6,1 квадратных мили (16 км2), из которых около 6 квадратных миль (16 км2) приходится на сушу, а 0,05 квадратных миль (0,13 км2 или 0,81%) занимает водная поверхность.

## Климат
Национальная метеорологическая служба США уже много лет содержит кооперативную метеостанцию на плотине Вудворд. В январе средняя температура составляет максимум 52,4 °F (11,3 °C), а минимум 35,1 °F (1,7 °C). В июле средняя температура составляет максимум 102,8 °F (39,3 °C) и минимум 58,4 °F (14,7 °C).

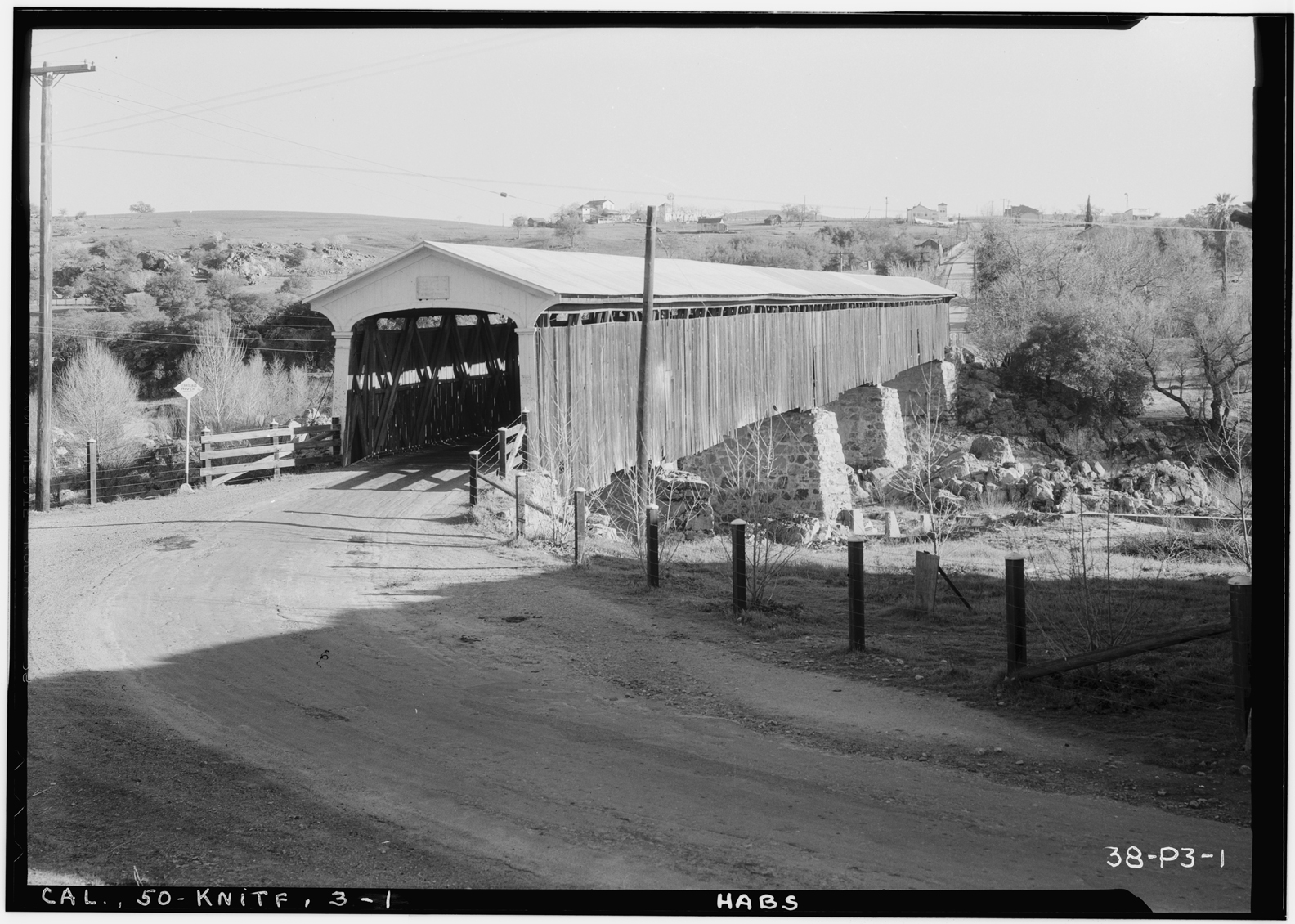
Крытый мост

Рекордно высокая температура была 114 °F (46 °C) 18 июля 1925 года. Рекордно низкая температура была 12 °F (−11 °C) 11 декабря 1932 года. Ежегодно в среднем бывает 84,6 дней с максимумами 90 °F (32 °C) или выше и в среднем 30,8 дней с минимумами 32 °F (0 °C) или ниже.
Среднегодовое количество осадков составляет 13,33 дюйма (339 мм). В среднем в году бывает 44 дня с измеримыми осадками. Самым дождливым годом был 1958 год с 22,15 дюйма (563 мм), а самым сухим годом был 1947 год с 7,99 дюйма (203 мм). Наибольшее количество осадков за один месяц было 8,63 дюйма (219 мм) в январе 1911 года. Наибольшее количество осадков за 24 часа было 5,7 дюйма (140 мм) 3 апреля 1958 года.
Рекордное количество снега было 1,5 дюйма (3,8 см) в январе 1930 года.

## История

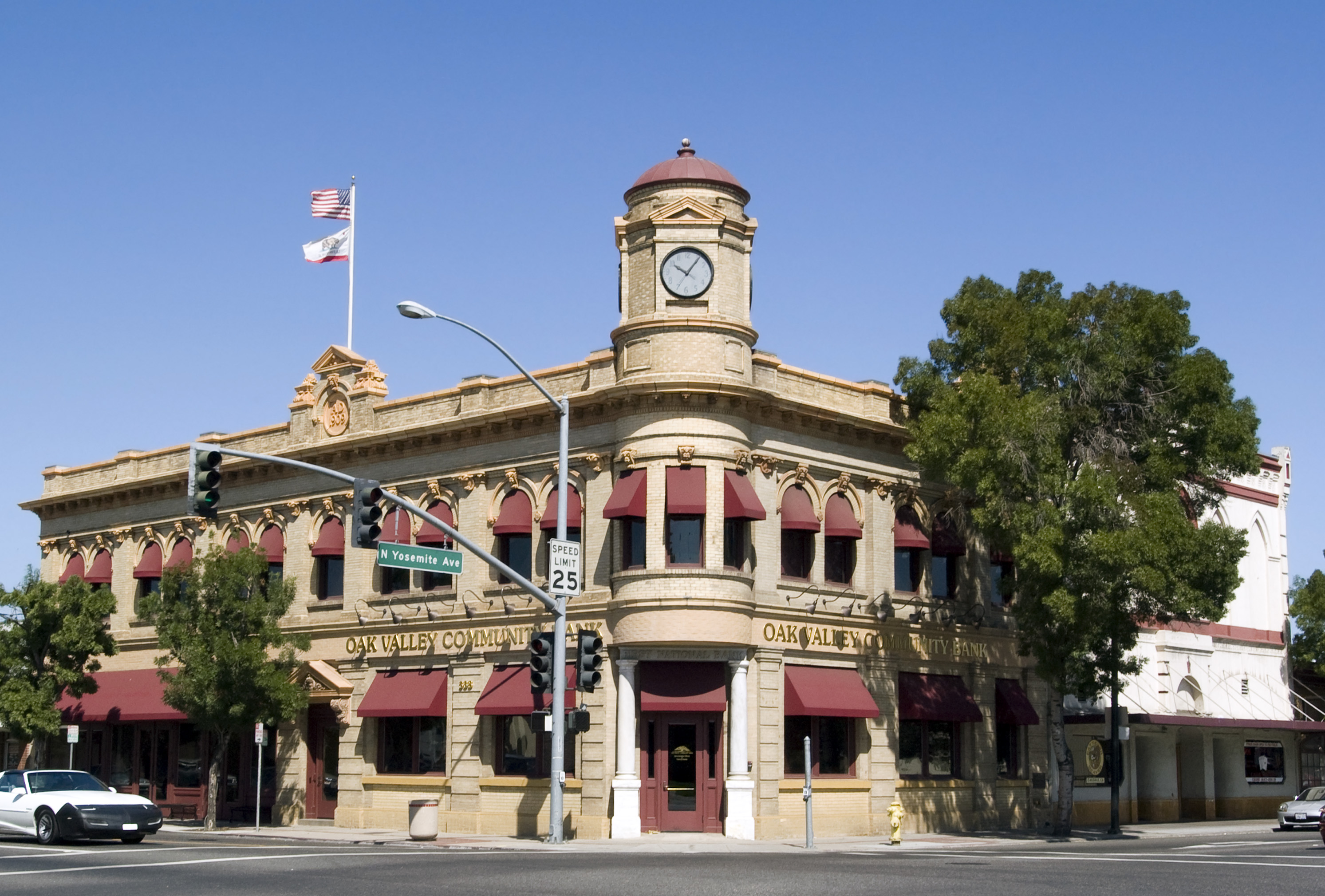
1-й национальный банк

Город был основан в 1871 году, когда в этом месте встретились две строящиеся железные дороги. Место паромной переправы Тейлора находится в Окдейле, на пересечении реки Станислаус и дороги Стоктон—Лос-Анджелес.
24 ноября 1906 года поселение было инкорпорировано и включено в реестр штата Калифорния, благодаря чему некорпоративное сообщество  официально получило статус города.
В 1976 году в Окдейле проходили съёмки фильма «На пути к славе», который в следующем году получил шесть «Оскаров», включая награду в номинации «За лучший фильм»